# Легат Драгана Мининчића Циге
Легат Драгана Мининчића Циге је збирка монографија, других публикација и уметничких слика које је дугогодишњи директор Научног антикваријата под окриљем САНУ у Београду, за живота уступио „Јавној установи Библиотека Бора Станковић” у Врању.  Легат чини 1.287 монографских публикација, 11 наслова серијских публикација (114 свезака) и 7 уметничких слика, укључујући издања са посветама најпознатијих имена из света српске књижевности, књижевне критике и есејистике.

## О легату
Легат Драгана Мининчића Циге је први легат формиран у Јавној библиотеци Бора Станковић у Врању. Смештен је у просторијама библиотеке у Врању и отворен је за јавност од јануара 2020. године. У легату се налазе нека од првих издања драма и приповедака Боре Станковића с почетка 20. века. У легату се налазе и публикације са посветама аутора, које је Мининчић годинама добијао од значајних књижевника који су стварали и стварају у другој половини 20. и почетком 21. века - Светислава Басаре, Матије Бећковића, Антонија Исаковића, Моме Капора, Десанке Максимовић, Дејана Медаковића, Љубивоја Ршумовића, Добрице Ћосића, Љубомира Симовића итд.

### Каталог легата
Јавна установа Библиотека Бора Станковић у Врању издала је Каталог легата Драгана Мининчића Циге, као капитално издање које библиографски обрађује вредну легатску збирку књига и периодике.
Каталог је настао као резултат двогодишњег посла - од пријема, разврставања, инвентарисања, обраде, стручне и предметне класификације, до провере каталошких записа за монографске и серијске публикације, исписа библиографије из базе података, исписа регистара и формирања спискова грађе.

## Галерија
- Легат Драгана Мининчића Циге отворен је у јануару 2020. године
- Драган Мининчић Цига предаје легат Библиотеци Бора Станковић у Врању
- Легатор са песником Љубивојем Ршумовићем приликом предаје легата Библиотеци Бора Станковић
- Примерци Књижевног гласника из Легата Драгана Мининчића Циге
- Просторија у Библиотеци Бора Станковић у Врању у којој се чува овај легат
- Део легата Драгана Мининчића Циге у врањској библиотеци